# Charles Hói

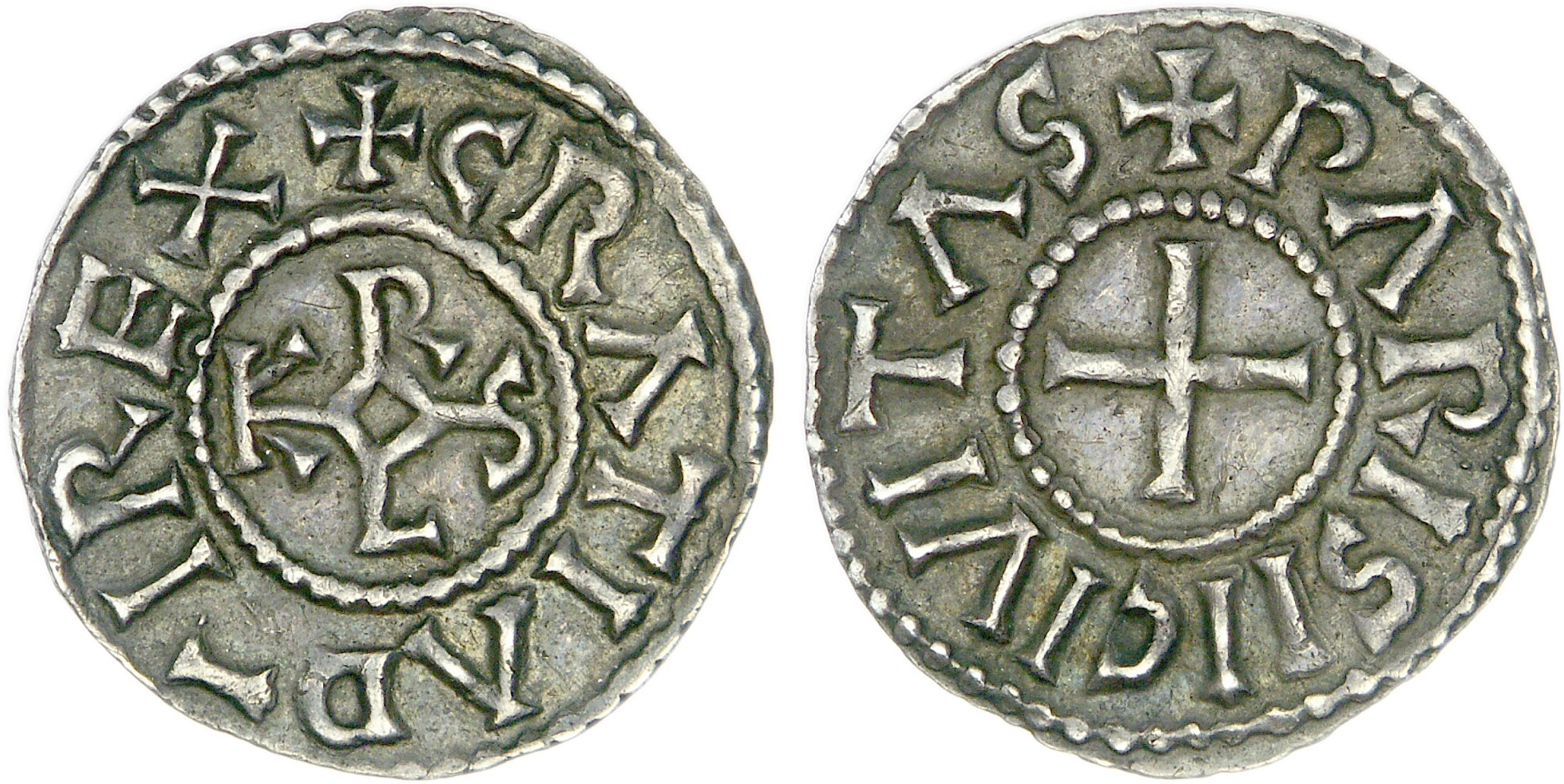
Denier of Charles the Bald struck at Paris

Charles Hói (tiếng Pháp: Charles le Chauve, tiếng Đức: Karl der Kahle; 13 tháng 6 năm 823 – 6 tháng 10 năm 877) hay Charles II là vua của người Pháp và vua của Tây Frank (843-877), vua của Ý và Hoàng đế La Mã Thần thánh (875-877), xuất thân từ dòng họ nhà Karolinger, là cháu nội của Charlemagne, con trai út của Hoàng đế Louis Mộ Đạo, do người vợ thứ là Judith sinh ra.

## Huynh đệ tương tàn

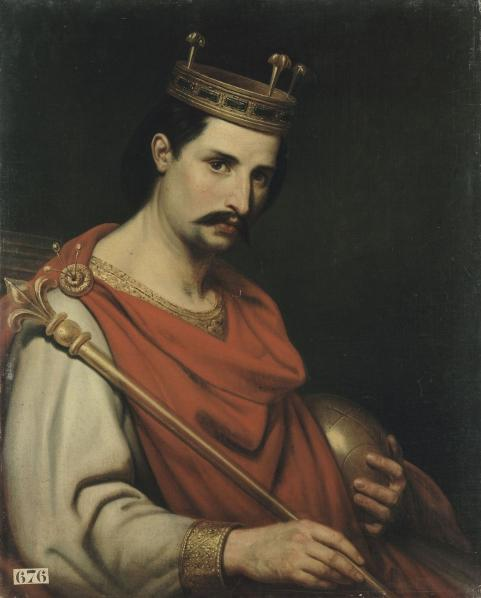
Charles II le Chauve

Ông sinh ngày 13 tháng 6 năm 823 tại Frankfurt, khi anh em của mình đều đã lớn và được vua cha ban cho các tiểu vương quốc. Việc vua Louis Mộ Đạo ban cho Charles tiểu vương quốc Alemannia lúc ông mới 6 tuổi, đã làm cho con ông Lothair, mà đã được chọn nối ngôi từ năm 815 cũng như là hoàng đế thứ hai vào năm 817, nổi giận. Lothair buộc tội Judith là đã ngoại tình với Bernard của Septimania, cho là Bernard mới chính là cha ruột của Charles. Cùng với 2 người em Pepin và Ludwig Người Đức, Lothar đã nổi loạn. Pepin và Ludwig Người Đức bắt được và hạ bệ Louis I Mộ Đạo. Tuy nhiên năm 831 ông được giải cứu và lại trở thành hoàng đế.
Năm 838 Charles Hói được phong làm tiểu vương của Neustria (miền bắc Pháp) khi Pepin mất. Cái chết của vua Louis Mộ Đạo năm 840 dẫn tới cuộc chiến tranh của các người con còn lại. Charles đã liên kết với anh mình Ludwig Người Đức để chống lại vị hoàng đế mới kiêu ngạo, Lothair I. Cuộc chiến tranh đã chấm dứt qua hội nghị Verdun vào tháng 8 năm 843.

## Vua của phía Tây
Những năm đầu của triều đại của Charles, cho đến khi Lothair I chết năm 855, tương đối yên bình. Trong những năm này, ba anh em tiếp tục hệ thống "chính quyền đoàn kết", hội kiến nhiều lần tại Koblenz (848), Meerssen (851) và Attigny (854). Năm 858, Ludwig Người Đức, được mời bởi những người quý tộc bị thất lạc mong muốn lật đổ Charles, xâm chiếm vương quốc Tây Frank. Charles là một vị vua không được lòng dân đến mức ông không thể triệu tập nổi một đội quân để chống cự và vì thế mà ông chạy trốn đến Burgundy. Ông chỉ được cứu bằng sự hỗ trợ từ các giám mục, khi họ từ chối trao vương miện vị cho vị vua của Đức và nhờ sự trung thành từ gia tộc Welf, họ hàng của mẹ ông, Judith. Năm 860, ông đến lượt mình tìm cách chiếm lại vương quốc của người cháu trai là Charles của Provence nhưng bị đẩy lui. Sau cái chết của người cháu trai là Lothair II vào năm 869, Charles đã cố gắng chiếm lấy lãnh địa của Lothair bằng cách tự hiến mình làm vua của Lotharingia tại Metz, nhưng ông đã buộc phải mở các cuộc thương lượng khi các chư hầu của Lothair tuyên bố ủng hộ Ludwig Người Đức. Xứ Lotharia đã được phân chia giữa Charles và Ludwig trong một hiệp ước được ký kết sau đó (870).